# 재시카 니콜
재시카 니콜(Jasika Nicole, 1980년 4월 10일 ~ )은 미국의 배우이다.